# Contea di Kellerberrin
La contea di Kellerberrin è una delle 43 Local Government Areas che si trovano nella regione di Wheatbelt, in Australia Occidentale. Essa si estende su di una superficie di circa 1.917 chilometri quadrati ed ha una popolazione di 1.183 abitanti.